# NGC 3611
NGC 3611 est une galaxie spirale située dans la constellation du Lion. NGC 3611 a été découverte par l'astronome germano-britannique William Herschel en 1786. William Herschel a de nouveau observé cette galaxie le 30 décembre 1786 et cette observation a été inscrite au catalogue NGC sous la cote NGC 3604.

## Caractéristiques
La classe de luminosité de NGC 3611 est I et elle présente une large raie HI. Elle renferme également des régions d'hydrogène ionisé.

### Distance
Sa vitesse par rapport au fond diffus cosmologique est de 1 928 ± 26 km/s, ce qui correspond à une distance de Hubble de 28,4 ± 2,0 Mpc (∼92,6 millions d'al).
À ce jour, six mesures non basées sur le décalage vers le rouge (redshift) donnent une distance de 33,933 ± 4,031 Mpc (∼111 millions d'al), ce qui est à l'intérieur des valeurs de la distance de Hubble. Notons cependant que c'est avec la valeur moyenne des mesures indépendantes, lorsqu'elles existent, que la base de données NASA/IPAC calcule le diamètre d'une galaxie et qu'en conséquence le diamètre de NGC 3611 pourrait être d'environ 22,3 kpc (∼72 700 al) si on utilisait la distance de Hubble pour le calculer.

## Groupe de NGC 3640
Selon un article de A.M. Garcia paru en 1993, NGC 3611 est un membre du groupe de NGC 3640. Selon Garcia, ce groupe comprend six autres galaxies : NGC 3645 (NGC 3630 dans l'article), NGC 3640, NGC 3641, NGC 3664, NGC 3664A (PGC 35042) et UGC 6345. Abraham Mahtessian mentionne aussi l'existence de ce groupe, mais la galaxie NGC 3664A ne figure pas dans sa liste. De plus, la galaxie UGC 6345 est notée 1117+0248, notation abrégée pour CGCG 1117.6+0248.
Selon Vaucouleurs et Corwin, NGC 3643 fait partie du même groupe de galaxies que NGC 3645. NGC 3643 est d'ailleurs dans la même région du ciel que NGC 3645 et la distance qui nous en sépare 31,1 ± 2,3 Mpc (∼101 millions d'al) est semblable à celle de NGC 3645. Il est donc raisonnable de supposer que NGC 3643 fasse aussi partie du groupe de NGC 3640.